# Rocksmith 2014
A Rocksmith 2014 egy zenei játék, aminek célja, hogy valós gitártudásra oktassa felhasználóját. A programhoz tetszőleges elektromos gitár csatlakoztatható az úgynevezett Real Tone kábel segítségével. A program fejlesztője és kiadója a Ubisoft.

## Kiszerelések[3][4][5]
A játék különféle kiszerelésekben jelent meg, egyaránt kiszolgálva azokat, akik már rendelkeznek gitárral és azokat is, akik még nem. A csomagok kialakítása során külön figyelmet szenteltek a korábbi változattal már rendelkezőknek. A csomagok előrendelés esetén különböző egyéb kiegészítőket is tartalmazhatnak.

### Rocksmith 2014
Az alapcsomag minden platformon a játékot magát tartalmazza.  A számítógép/játékkonzol és a gitár összekötésére szolgáló speciális Real Tone kábel nem része az alapcsomagnak.

### Rocksmith 2014 + gitárkábel
Az alapcsomagnak a gitárkábellel kibővített változata.

### Rocksmith 2014 + gitárkábel + gitár
Az alapcsomagnak a gitárkábellel és egy Epiphone Les Paul Jr. elektromos gitárral kibővített változata.

## Letölthető tartalom
A programhoz a megjelenés napjától különféle letölthető tartalmak érhetőek el. Az előrendelésekhez a Smashing Pumpkins "Cherub Rock" című száma járt.